# Fosses-la-Ville
Fosses-la-Ville (en valón: Fosse-li-Veye) es un municipio de Bélgica, en la Provincia de Namur (Región Valona).

## Datos de población y superficie
- Población a 1 de enero de 2019: 10.388 habitantes.
- Superficie: 63.24 km²
- Densidad poblacional : 164.27 habitantes por km².

## Geografía

### Secciones del municipio
El municipio comprende los antiguos municipios, que se fusionaron en 1977:
| - Fosses-la-Ville - Aisemont - Le Roux - Sart Eustache - Sart Saint Laurent - Vitrival |

## Demografía

### Evolución
Todos los datos históricos relativos al actual municipio, el siguiente gráfico refleja su evolución demográfica, incluyendo municipios después de efectuada la fusión el 1 de enero de 1977.
| Gráfica de evolución demográfica de Fosses-la-Ville entre 1846 y 2020 |
|                                                                       |

## Fiestas
El municipio de Fosses-la-ville es principalmente conocido por su carnaval de Laetare. Los actores principales son los Chinels, muy conocidos.
Cada 7 años, la marcha de San  Foillán conmemora la fundación del Monasterio y de la Colegiata, que debe su nombre al monje irlandés Foillán establecido en Fosses-la-Ville; fue asesinado por bandidos durante un viaje a Nivelles. El Santo patrono goza de gran devoción en la localidad; se le erigió una cruz céltica en la entrada de la Colegiata y una pequeña capilla construida al modo de la época de Foillán cerca de la capilla de Santa Brígida, en lo alto de la aldea.

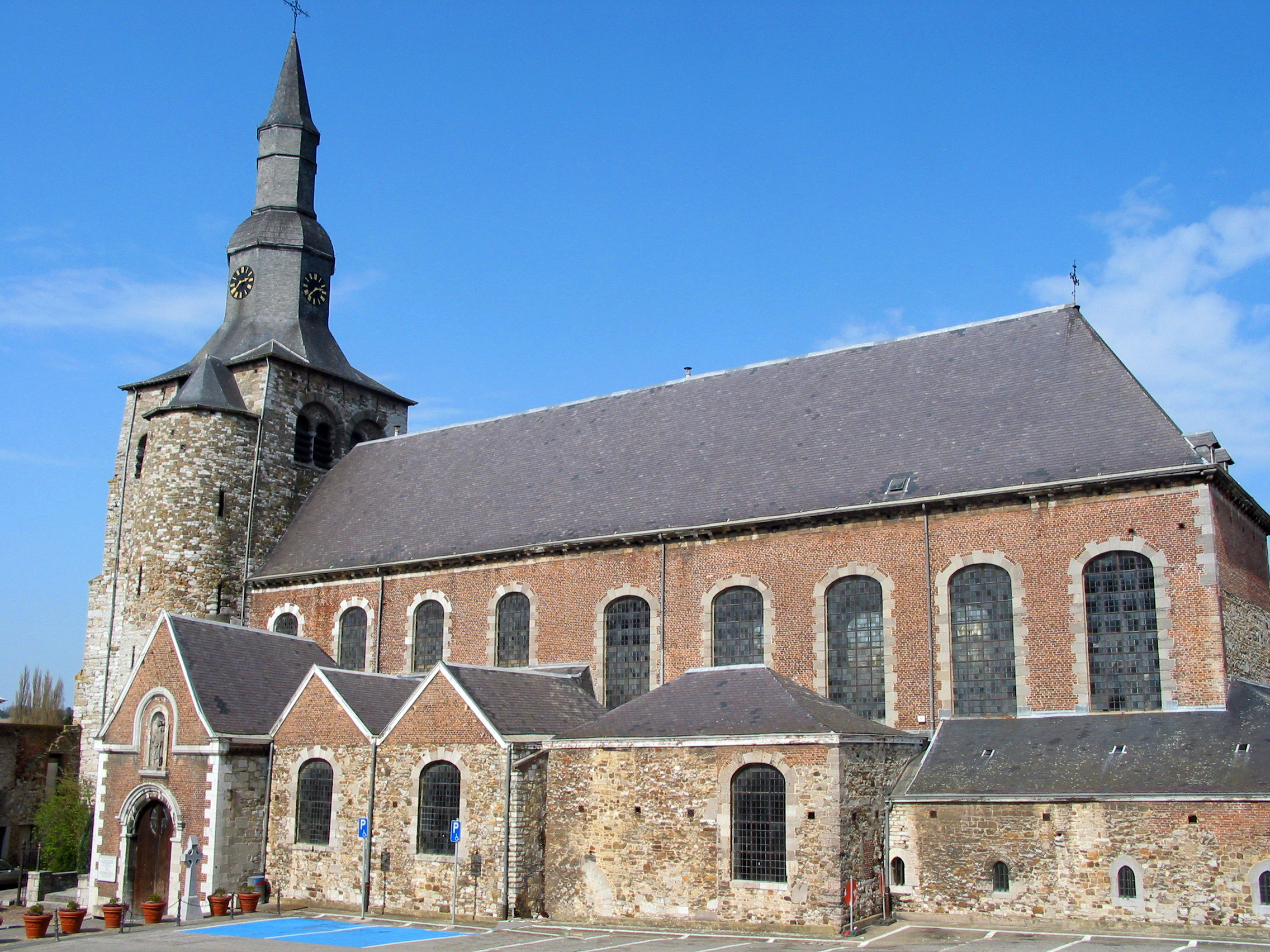
Fosses-la-Ville, la colegiata de San Foillán.

## Historia
Fosses-la-Ville es una localidad muy antigua. Era una de las 23 Buenas ciudades del Principado de Lieja.

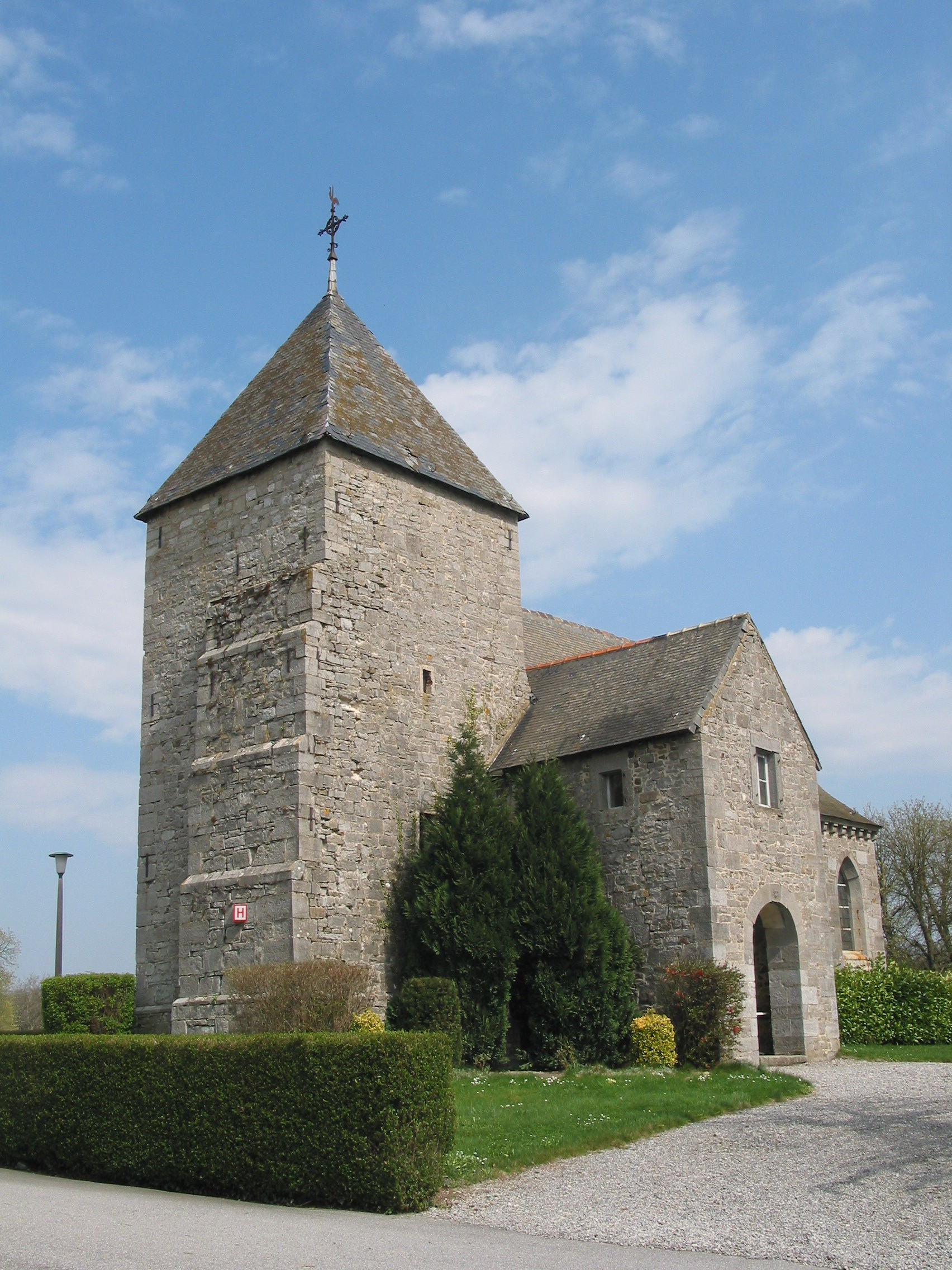
La capilla Santa Brígida (siglos VIII-X).

Fue el lugar de fallecimiento de santa Juliana de Cornillon, religiosa que impulsó la festividad del Corpus Christi en la Iglesia católica.
Aisemont, Névremont, Le Roux, Vitrival, Bambois, Sart Eustache, Sart Saint Laurent, Haut-Vent.

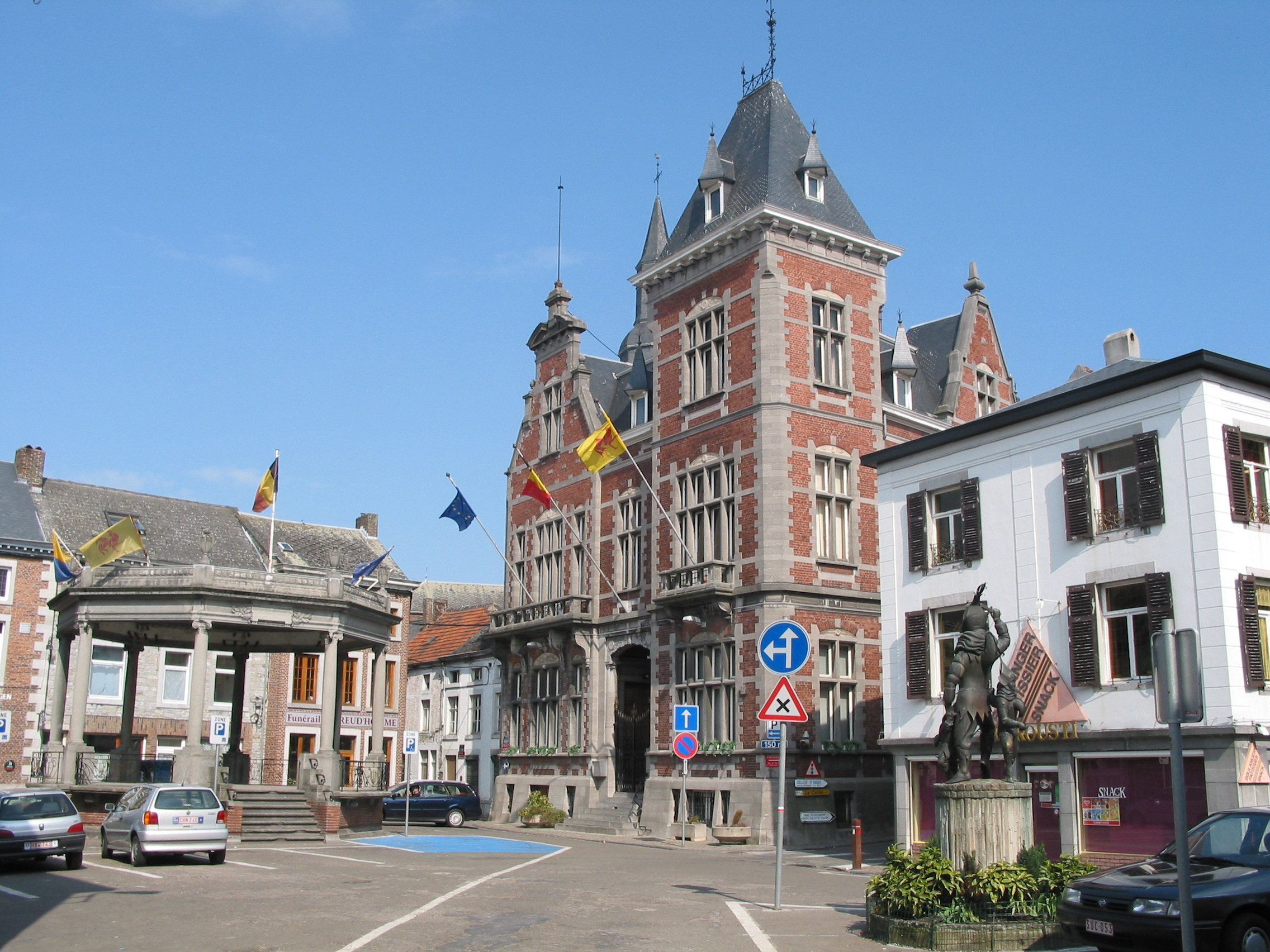
Fosses-la-Ville, Plaza del mercado.